# ソマーリア
ソマーリア（伊: Somaglia）は、イタリア共和国ロンバルディア州ローディ県にある、人口約3,800人の基礎自治体（コムーネ）。

## 地理

### 位置・広がり

#### 隣接コムーネ
隣接するコムーネは以下の通り。括弧内のPCはピアチェンツァ県所属を示す。
- カレンダスコ (PC)
- カザルプステルレンゴ
- コドーニョ
- フォンビオ
- グアルダミーリオ
- オスペダレット・ロディジャーノ
- センナ・ロディジャーナ

### 気候分類・地震分類
気候分類では、zona E, 2701 GGに分類される。
また、イタリアの地震リスク階級 (it) では、zona 3 (sismicità bassa) に分類される。